# Herb gminy Brzeźnio
Herb gminy Brzeźnio – jeden z symboli gminy Brzeźnio, ustanowiony 26 kwietnia 2017.

## Wygląd i symbolika
Herb przedstawia na tarczy w polu błękitnym brzozę srebrną na takiejż podstawie, pod którą z prawej strony postać św. Idziego w habicie srebrnym i aureolą na głowie złotą i takąż strzałą grotem w górę w dłoni prawej na piersi, z lewej strony łania złota zwrócona w prawo z odwróconą głową w lewo.